# Graham Belak
Pour les articles homonymes, voir Belak.
Graham Belak (né le 1er août 1979 à Saskatoon, Saskatchewan, au Canada) est un joueur professionnel canadien de hockey sur glace.

## Carrière de joueur
Il a été repêché par l'Avalanche du Colorado en 2e ronde du repêchage de 1997. Il n'atteignit jamais la Ligue nationale de hockey jouant dans la Ligue américaine de hockey et dans l'ECHL. Il termina sa carrière en 2006 avec le Coventry en Europe.
Après sa carrière, il devint policier dans la Gendarmerie royale du Canada. En mars 2009, il fut arrêté et accusé d'agression sexuelle en compagnie d'un autre policier de la GRC, Shawn McLaughlin.

## Statistiques
| Saison    | Équipe                     | Ligue         |    | Saison régulière | Saison régulière | Saison régulière | Saison régulière | Saison régulière |   | Séries éliminatoires | Séries éliminatoires | Séries éliminatoires | Séries éliminatoires | Séries éliminatoires |
| Saison    | Équipe                     | Ligue         | PJ | B                | A                | Pts              | Pun              | PJ               | B | A                    | Pts                  | Pun                  |                      |                      |
| 1996-1997 | Ice d'Edmonton             | LHOu          | 61 | 3                | 5                | 8                | 251              |                  |   |                      |                      |                      |                      |                      |
| 1997-1998 | Ice d'Edmonton             | LHOu          | 47 | 5                | 5                | 10               | 168              |                  |   |                      |                      |                      |                      |                      |
| 1997-1998 | Bears de Hershey           | LAH           | 1  | 0                | 0                | 0                | 15               |                  |   |                      |                      |                      |                      |                      |
| 1998-1999 | Ice de Kootenay            | LHOu          | 45 | 3                | 1                | 4                | 201              | 7                | 0 | 0                    | 0                    | 38                   |                      |                      |
| 1999-2000 | Ice de Kootenay            | LHOu          | 49 | 4                | 9                | 13               | 197              | 21               | 2 | 3                    | 5                    | 61                   |                      |                      |
| 2000-2001 | Golden Bears de l'Alberta  | SIC           | 1  | 0                | 0                | 0                | 0                |                  |   |                      |                      |                      |                      |                      |
| 2001-2002 | Titans de Trenton          | ECHL          | 60 | 6                | 6                | 12               | 305              |                  |   |                      |                      |                      |                      |                      |
| 2001-2002 | Sound Tigers de Bridgeport | LAH           | 7  | 0                | 0                | 0                | 5                |                  |   |                      |                      |                      |                      |                      |
| 2002-2003 | Titans de Trenton          | ECHL          | 2  | 0                | 0                | 0                | 15               |                  |   |                      |                      |                      |                      |                      |
| 2002-2003 | Cyclones de Cincinnati     | ECHL          | 40 | 1                | 0                | 1                | 157              |                  |   |                      |                      |                      |                      |                      |
| 2002-2003 | Sound Tigers de Bridgeport | LAH           | 30 | 0                | 1                | 1                | 60               | 2                | 0 | 0                    | 0                    | 0                    |                      |                      |
| 2003-2004 | Sound Tigers de Bridgeport | LAH           | 72 | 1                | 2                | 3                | 220              | 7                | 0 | 1                    | 1                    | 29                   |                      |                      |
| 2004-2005 | Sound Tigers de Bridgeport | LAH           | 45 | 2                | 1                | 3                | 149              |                  |   |                      |                      |                      |                      |                      |
| 2005-2006 | Coventry Blaze             | Challenge Cup | 7  | 0                | 1                | 1                | 94               |                  |   |                      |                      |                      |                      |                      |
| 2005-2006 | Coventry Blaze             | EIHL          | 30 | 1                | 3                | 4                | 110              | 6                | 0 | 0                    | 0                    | 37                   |                      |                      |

## Parenté dans le sport
- Frère du joueur de hockey Wade Belak.